# Tisovec (Eslováquia)
Tisovec é uma cidade da Eslováquia, situada no distrito de Rimavská Sobota, na região de Banská Bystrica. Tem 123,43 km² de área e sua população em 2018 foi estimada em 4.127 habitantes.

## Demografia
| Ano:        | 1994 | 2004   | 2014   | 2024    |
| ----------- | ---- | ------ | ------ | ------- |
| Broj ljudi: | 4280 | 4116   | 4223   | 3587    |
| Razlika:    |      | -3,83% | +2,59% | -15,06% |

| Ano:               | 2023 | 2024   |
| ------------------ | ---- | ------ |
| Número de pessoas: | 3632 | 3587   |
| Diferença:         |      | -1,23% |